# ウルメイワシ
ウルメイワシ（潤目鰯、𬵋、学名：Etrumeus micropus）は、ニシン目ウルメイワシ科に分類される魚の一種。
日本ではマイワシ、カタクチイワシと共にいわゆるイワシの一種として重要な水産資源となっている。地方名としてウルメ（各地）、ダルマイワシ（新潟）、ドンボ（富山）などがある。

## 分布
日本、中華人民共和国、大韓民国、台湾の沿岸海域に分布する。特に暖流に面した沿岸海域に多い。春から夏には北上、秋から冬には南下するという季節的な回遊を行う。日本沿岸でも、夏は北海道の日本海沿岸に群れが出現する。

## 形態
成魚は全長30cmに達し、マイワシより大きくなる。目が大きく、さらに脂瞼に覆われて「潤んでいる」ように見え、和名はここに由来する。下顎が上顎よりも僅かに前に突き出る。体色は背中側が藍色、腹側が銀白色で、他に目立つ模様は無い。体は前後に細長く、断面は背中側がやや膨らんだ卵型をしている。1縦列の鱗数は53-56枚で、カタクチイワシやマイワシよりも鱗が細かい。
腹鰭が背鰭よりも明らかに後ろにある点でカタクチイワシやマイワシと区別できる。他にもカタクチイワシとは口が小さいこと、マイワシとは体の断面が丸く背中の青みが濃いことなどで区別できる。

## 分類
以前はニシン科に分類されていたが、ギンイワシとともにウルメイワシ科とされるようになった。また学名はEtrumeus teresとされていたが、2012年にE. makiawa（ハワイ諸島）・E. micropus（日本）・E. acuminatus（熱帯東太平洋）・E. sadina（北西大西洋）の4種に分割され、E. teresはE. sadinaの新参シノニムとされた。

## 生態
海面近くで群れをなして遊泳するが、群れの規模はマイワシよりも小さい。成魚の餌はプランクトンで、口と鰓蓋を大きく開けて泳ぎ、鰓耙（さいは）でプランクトンを濾過摂食する。
産卵期は春から夏にかけてで、南方ほど早い。受精卵は直径1.2mmほどの分離浮性卵である。

## 利用
巻き網、棒受け網などで漁獲されるが、漁獲量は日本産イワシ3種の中で最も少ない。マアジなどと共にサビキを用いた釣りで挙がることもある。
城ヶ島・三浦半島で良く干物にされる。
西日本ではほぼ周年漁獲されるが、産卵を控えた冬が旬とされる。
小型のものはカタクチイワシと同様煮干しにされるが、大型個体も殆どが目刺・丸干し等の干物に加工される。これは傷みが早いからだが、マイワシより脂肪が少なく干物に適しているというのも理由として挙げられる。
新鮮なものは刺身や塩焼きで食べられるが、傷みが早いので鮮魚としての流通は限られる。